# Semi Joseph Begun
Semi Joseph Begun, nach seiner Emigration auch S. Joseph Begun oder Semi J. Begun (* 2. Dezember 1905 in Danzig, Deutsches Reich; † 5. Januar 1995 in Cleveland, Ohio) war ein deutsch-amerikanischer Elektroingenieur und Unternehmer. Er gilt als Pionier der Magnetaufzeichnung.

## Leben
Semi Joseph Begun war der Sohn von Wolf Begun und seiner Frau Elisabeth. Er studierte bis 1929 an der Technischen Hochschule Berlin in Berlin-Charlottenburg. Unmittelbar nachdem er sein Studium als Diplom-Ingenieur abgeschlossen hatte, übernahm er eine Stelle bei der Ferdinand Schuchardt, Berliner Fernsprech- und Telegraphenwerk AG.

### Dailygraph
Die Firma Ferdinand Schuchardt stand in Verhandlungen mit dem Ingenieur und Patentinhaber Curt Stille und dem Unternehmer Karl Bauer, dessen Echophon-Maschinen-GmbH unter dem Namen „Dailygraph“ ein Diktiergerät auf den Markt bringen wollte. Die beiden Partner suchten einen erfahrenen Hersteller, der das Gerät zur Serienreife bringen und im Anschluss die Produktion in großer Stückzahl übernehmen konnte. Der Dailygraph setzte nicht länger auf ein mechanisches Verfahren, wie es zur Aufzeichnung von Sprache und Ton seit Erfindung des Phonographen durch Thomas Alva Edison verwendet wurde, sondern arbeitete mit elektromagnetischer Induktion auf einen dünnen Stahldraht als Aufzeichnungsmedium. Das erste funktionsfähige Gerät nach diesem Verfahren hatte der dänische Erfinder Valdemar Poulsen bereits auf der Pariser Weltausstellung von 1900 als Telegraphon vorgestellt, aber trotz anfänglicher Begeisterung einer großen Öffentlichkeit war der wirtschaftliche Erfolg ausgeblieben. Die über zwanzig Jahre erfolgte Weiterentwicklung der Technik, nicht zuletzt auch durch Curt Stille, sowie die inzwischen verfügbaren Audioverstärker boten aber gute Aussichten, jetzt den Durchbruch zu schaffen.
Die Ferdinand Schuchardt AG verfügte zu diesem Zeitpunkt weder über eine eigene Forschungsabteilung noch über Erfahrungen mit der Technik. Daher engagierte sie Semi Joseph Begun mit dem Auftrag, die Verhandlungen zu einem erfolgreichen Abschluss zu führen, ein Serienmodell zu entwickeln und dann die Produktion der Geräte zu leiten. Tatsächlich konnte Begun die Partner zum Vertragsschluss überreden und stellte ihnen 1930 einen Prototyp vor, der die Anforderungen erfüllte und in die reguläre Produktion gehen konnte. Begun wechselte daraufhin als Entwicklungsingenieur zur Echophone-Maschinen-GmbH und unternahm in den nächsten zwei Jahren zahlreiche Kundenbesuche, um über Wünsche und Verbesserungsvorschläge am Dailygraphen zu sprechen. Das Gerät war nicht billig und die ersten Kunden kauften es nur aus Neugier oder wegen seines Image als High-Tech, nicht für seinen praktischen Nutzen. Dadurch blieben die verkauften Stückzahlen unter den Erwartungen. Im Jahr 1932 übernahm die Standard Elektrizitätsgesellschaft (SEG), eine Tochter der amerikanischen ITT Corporation, in kurzer Folge sowohl die Echophon-Maschinen-GmbH als auch die Ferdinand Schuchardt AG, um die Produktion der Geräte ihrer Tochter C. Lorenz AG anzuvertrauen.

### Textophon und Stahltonbandmaschine

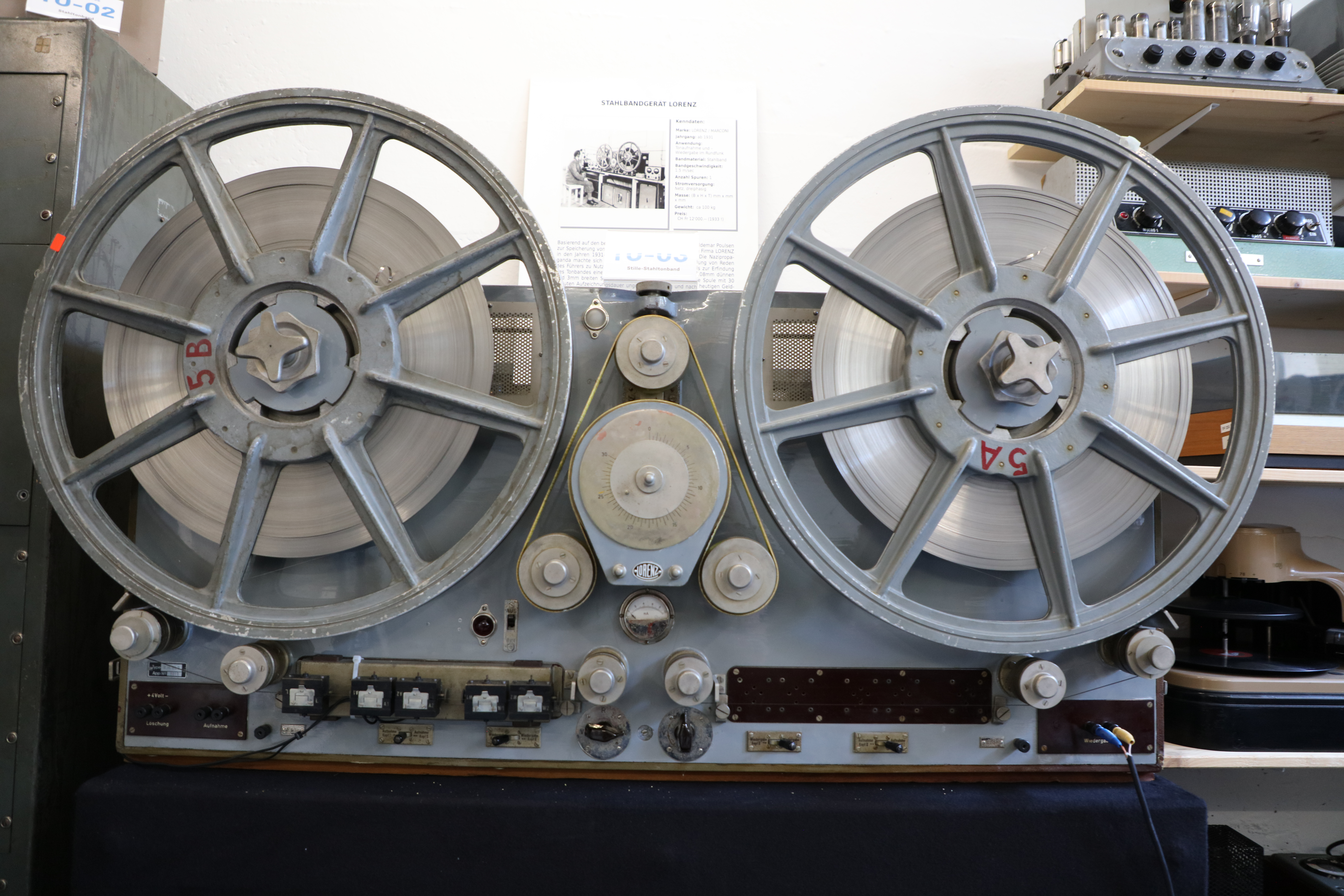
Lorenz Stahlton-Bandmaschine B.M.St.2

Bei C. Lorenz erhielt Begun die Verantwortung für ein eigenes Programm zur technischen Weiterentwicklung des elektromagnetischen Verfahrens und als ersten Auftrag die Verbesserung und das Re-Design des Dailygraphen, um dessen Schwächen auszumerzen, die ihm bei der Reparatur von Kundengeräten aufgefallen waren. Das Ergebnis kam unter dem Namen „Textophon“ ab 1933 in den Handel und wurde schnell populär.
Noch im Jahr 1933 promovierte Semi Joseph Begun an der Technischen Hochschule Berlin mit seiner Dissertation „Beitrag zur Theorie der elektromagnetischen Tonaufzeichnung auf Stahldraht“. Dort lernte er seine spätere Frau Ruth Weltman kennen, mit der er nach Amerika migrierte. Semi Begun verlor alle seine Angehörigen in den Konzentrationslagern der Nationalsozialisten, von Ruths Angehörigen gelang lediglich ihrer Schwester die Migration in die USA.
Sein nächster Auftrag für C. Lorenz war die Steigerung der Aufnahme- und Wiedergabequalität. Eine von Carl Stille an Ludwig Blattner ins Vereinigte Königreich verkaufte Lizenz war inzwischen im Besitz der Marconi’s Wireless Telegraph Company in London. Marconi hatte den Auftrag erhalten, das für die Vertonung von Filmen konstruierte „Blattnerphone“, bei dem der Stahldraht durch ein etwa 3 mm breites Stahlband ersetzt worden war, in ein Aufzeichnungsgerät für Reportagen der englischen BBC weiterzuentwickeln. Daraus entstanden die sogenannten „Marconi-Stille“-Maschinen ab 1935. Etwa zur gleichen Zeit hatte auch die Abteilung von Semi Joseph Begun ein Modell zur Produktionsreife gebracht, das als Stahlton-Bandmaschine schon bald bei sämtlichen in der Reichs-Rundfunk-Gesellschaft zusammengeschlossenen deutschen Radiosendern im Einsatz war. Bei der Berichterstattung zu den Olympischen Spielen 1936 in Berlin erfuhr es bewundernde Aufmerksamkeit vor allem der ausländischen Pressekollegen. Im Gegensatz zu den britischen Marconi-Stille-Maschinen, die groß wie ein Schrank waren und bei denen für den Tausch der Stahlbandrollen wegen des enormen Gewichts mindestens zwei Mitarbeiter gleichzeitig mit anfassen mussten, hatte Begun bei C. Lorenz deutlich leichtere und flexiblere Geräte für den mobilen Einsatz im Reporterwagen konstruiert.
Die Stahltonbandmaschinen waren sein letztes Projekt für C. Lorenz. Angesichts zunehmenden Antisemitismus im Nationalsozialismus des Deutschen Reichs emigrierte Semi Joseph Begun im Jahr 1935 in die Vereinigten Staaten.

### Vereinigte Staaten
Begun versuchte auch hier die Rundfunkunternehmen von den Vorteilen der Magnetaufzeichnung zu überzeugen, hatte aber damit keinen Erfolg. Er arbeitete schließlich in der Forschungsabteilung von Guided Radio, Inc., New York, wo er ein Schiffskommunikationssystem für die United States Navy entwickelte. An der Magnetaufzeichnung arbeitete er in dieser Zeit nur privat weiter.
Im Jahr 1937 gründete er die Firma Acoustic Consultants, Inc., für die er als Vizepräsident und Oberingenieur binnen eines Jahres mit dem „Sound-Mirror“ den ersten kommerziellen Magnetbandrekorder in den USA entwickelte. Das Gerät basierte auf der deutschen Technik, war aber mehr auf den einfachen Benutzer zu Hause, als auf den professionellen Einsatz ausgerichtet.
Nur ein Jahr später übernahm Begun eine Position als Oberingenieur bei der Brush Development Company in Cleveland, Ohio als Vizepräsident und Leiter der Forschungs- und Entwicklungsabteilung, die er bis ins Jahr 1952 beibehielt. Nach der Kriegserklärung der USA zum Zweiten Weltkrieg war Begun von 1943 bis 1945 ein Mitglied des National Defense Research Committee und Präsident Harry S. Truman zeichnete ihn 1948 für seinen Beitrag mit einem „Presidential Certificate of Merit“ aus. Begun verbesserte die Magnetrekorder für Militärflugzeuge, entwickelte Unterwassermikrofone mit piezoelektrischen Kristallen und konstruierte Sonar-Zielsuchgeräte für Torpedos. Von 1950 bis 1953 war er ein Mitglied der National Security Industry Association und saß im Ausschuss für Akustik.
Semi Joseph Begun blieb im Unternehmen, als die Brush Development Company und die Brush Labs im Jahr 1952 für 7 Mio. US-Dollar von der Cleveland Graphite Bronze Company übernommen wurde und bis 1959 als Clevite Corp. firmierte. Er wechselte jedoch von 1955 bis 1962 zum Vertrieb. Im Jahr 1963 wurde er Vizepräsident und fusionierte sein Unternehmen mit der Gould National Battery zur Gould Inc.  Als Vizepräsident der Clevite betrieb er die Beteiligung an der deutschen Intermetall in Freiburg im Breisgau mit der Begründung „Germany needs Semiconductor Industries!“. Er blieb Vizepräsident mit Zuständigkeit für den Bereich Technik und war Mitglied des Aufsichtsrates bis zu seinem Ruhestand im Jahr 1971. Als technischer Direktor führte er bis in die 1960er Jahre immer wieder neue Konzepte für Aufzeichnungsmedien oder Anwendungsmöglichkeiten der magnetischen Aufzeichnungstechnik ein. Seine Ideen führten zur ersten Demonstration eines Videokopfs und ein beidseitig magnetisch beschichtetes Papier unter dem Namen Mail-A-Voice war ein Vorläufer zur Entwicklung der Floppy Disk.
Im Ruhestand gründete er 1971 noch eine Management-Beratung unter dem Namen Auctor Associates und unterstützte technologisch orientierte Kunden in Cleveland, Pittsburgh und Chicago.
Semi Joseph Begun war es ein besonderes Anliegen, sich gegen Gewalt in der Gesellschaft einzusetzen und daher gründete er die Society for the Prevention of Violence and Aggression in Children und an der John Carroll University in Cleveland das Begun Institute for Studies of Violence and Aggression gemeinsam mit seiner Frau Ruth, mit der er seit 1938 verheiratet war. Ruth trat in die spätere NASA in Cleveland / OHIO ein. Dort stieg sie als erste Frau in Führungspositionen auf und wurde später Mitglied in der „Presidential Committee for Nuclear Safety in the Space“ unter JF Kennedy. Nach einer frühen Gleichberechtigungsklage  gegen die NASA die sie verlor, trat sie aus der NASA aus und widmete sich zeitlebens ihrer Stiftung.
Zeitlebens blieben Sami und Ruth Deutschland verbunden und besuchten ihre Freunde aus der Intermetall mehrmals, zuletzt im Sommer 1992.

## Werke und Auszeichnungen
Für seine Verbesserungen an der Technik zur Magnetaufzeichnung erhielt er mehrere Patente.
Neben seiner Dissertation Beitrag zur Theorie der elektromagnetischen Tonaufzeichnung auf Stahldraht aus dem Jahr 1933, schrieb er auch das 1949 im Verlag Technical Division Murray Hill Books erschienene Magnetic Recording.
Sein Beitrag zur Elektroakustik wurde von der Audio Engineering Society im Jahr 1956 durch Verleihung des „Emil Berliner Award“ und 1960 durch die „John H. Potts Medal“ honoriert.
Im Jahr 1993 erhielt er einen Platz in der Ohio Science, Technology and Industry Hall of Fame.